# Dortmund Hauptbahnhof
Dortmund Hauptbahnhof (magyarul: Dortmundi főpályaudvar) egyike Németország legnagyobb vasúti pályaudvarainak. Naponta több mint 125 000 utas fordul meg itt. Az állomás 1847-ben épült, 16 vágányos. A német vasútállomás-kategória első osztályába tartozik, ebben a kategóriában 20 német főpályaudvar található, jellemzően a legnagyobbak és legfontosabbak.

## Távolsági járatok
A pályaudvart több ICE motorvonat érinti németországi útja során: Hamburgba, Berlinba, Düsseldorfba, Lipcsebe, Münchenbe vagy Stuttgartba utazhatunk innen.
| Viszonylat | Útvonal | Gyakoriság   |
| ---------- | --- | ------------ |
| ICE 10     | Berlin – Hannover – Bielefeld – Hamm (Westf) – Dortmund – Essen – Duisburg – Düsseldorf ( – Köln/Köln Messe/Deutz – Köln/Bonn Flughafen) Egy vonat Köln Hbf felől, tovább Bonn – Koblenz – Trier felé                                                                                             | Óránként     |
| ICE 31     | Kiel – Hamburg – Bréma – Osnabrück – Münster (Westf) – Dortmund – (Essen – Duisburg/Hagen – Wuppertal) – Köln – Bonn – Koblenz – Mainz – Frankfurt (Main) Flughafen Fernbf – Frankfurt (Main) – (Würzburg – Nürnberg – Regensburg/Mannheim – Karlsruhe – Offenburg – Freiburg (Breisgau) – Basel) | Napi egy     |
| ICE 41     | Hannover – Bielefeld – Hamm (Westf) – Dortmund – Essen – Duisburg – Düsseldorf – Köln Messe/Deutz – Frankfurt (Main) Flughafen Fernbf – Frankfurt (Main) – Würzburg – Nürnberg – München | Napi egy     |
| ICE 42     | (Hamburg – Bremen – Münster (Westf) ) – Dortmund – Essen – Duisburg – Düsseldorf – Köln – Frankfurt (Main) Flughafen Fernbf – Mannheim – Stuttgart – Ulm – Augsburg – München | Kétóránként  |
| ICE 43     | Hannover – Bielefeld – Hamm (Westf) – Dortmund – Hagen – Wuppertal – Köln – Frankfurt (Main) Flughafen Fernbf – Mannheim – Karlsruhe ( – Offenburg – Freiburg (Breisgau) – Basel) | Napi egy     |
| ICE 91     | Dortmund – (Essen – Duisburg) / Hagen – Wuppertal – ) Köln – Bonn – Koblenz – Mainz – Frankfurt (Main) Flughafen Fernbf – Frankfurt (Main) – Würzburg – Nürnberg – Regensburg – Passau – Linz – Wien                                                                                              | Napi egy     |
| IC 30      | (Ostseebad Binz – ) Stralsund – Rostock) / (Westerland (Sylt) – Hamburg Dammtor – ) Hamburg – Bremen – Osnabrück – Münster (Westf) – Dortmund – Essen – Duisburg – Düsseldorf – Köln – Bonn – Koblenz – Mainz – Mannheim – Heidelberg – Stuttgart                                                 | Kétóránként  |
| IC 31      | (Kiel – ) Hamburg – Bremen – Osnabrück – Münster (Westf) – Dortmund – Hagen – Wuppertal – Solingen – Köln – Bonn – Koblenz – Mainz – Frankfurt (Main) Flughafen Fernbf – Frankfurt (Main) ( – Würzburg – Nürnberg – Regensburg – Passau)                                                          | Kétóránként  |
| IC 32      | (Berlin Südkreuz – Wolfsburg – Hannover – Bielefeld – Hamm (Westf) – ) Dortmund – Essen – Duisburg – Düsseldorf – Köln – Bonn – Koblenz – Mainz – Mannheim – Heidelberg – Stuttgart – Ulm ( – Lindau – Bludenz – Innsbruck)                                                                       | Négyóránként |
| IC 51      | (Ostseebad Binz – ) Stralsund – Berlin – Halle (Saale) – Erfurt – Kassel-Wilhelmshöhe – Paderborn – Hamm (Westf) – Dortmund – Essen – Duisburg – Düsseldorf ( – Köln) | Kétóránként  |
| IC 55      | Leipzig – Halle (Saale) – Magdeburg – Braunschweig – Hannover – Bielefeld – Hamm (Westf) – Dortmund – (Essen – Duisburg – Düsseldorf / Hagen – Wuppertal – Solingen – ) Köln – Bonn – Koblenz – Mainz – Mannheim – Heidelberg – Stuttgart – Ulm ( – Kempten (Allgäu) – Oberstdorf)                | Kétóránként  |

## Regionális járatok
| Viszonylat | Kategória                  | Útvonal | Gyakoriság                                         | Üzemeltető   |
| ---------- | -------------------------- | --- | -------------------------------------------------- | ------------ |
| RE 1       | NRW-Express                | Hamm (Westf) – Kamen – Dortmund – Bochum – Essen – Mülheim (Ruhr) – Duisburg – Düsseldorf Flughafen – Düsseldorf – Leverkusen Mitte – Köln – Düren – Eschweiler – Stolberg (Rheinland) – Aachen | Óránként                                           | DB Regio NRW |
| RE 3       | Rhein-Emscher-Express      | Hamm (Westf) – Kamen – Dortmund – Castrop-Rauxel – Wanne-Eickel – Gelsenkirchen – Essen-Altenessen – Oberhausen – Duisburg – Düsseldorf Flughafen – Düsseldorf                                  | Óránként                                           | eurobahn     |
| RE 4       | Wupper-Express             | Dortmund – Witten – Hagen – Wuppertal – Düsseldorf – Neuss – Mönchengladbach – Herzogenrath – Aachen                                                                                            | Óránként                                           | DB Regio NRW |
| RE 6       | Westfalen-Express          | Minden (Westf) – Herford – Bielefeld – Hamm (Westf) – Kamen – Dortmund – Bochum – Essen – Duisburg – Düsseldorf Flughafen – Düsseldorf                                                          | Óránként                                           | DB Regio NRW |
| RE 11      | Rhein-Hellweg-Express      | Düsseldorf – Düsseldorf Flughafen – Duisburg – Essen – Bochum – Dortmund – Kamen – Hamm (Westf) – Soest – Lippstadt – Paderborn                                                                 | Kétóránként                                        | DB Regio NRW |
| RE 57      | Dortmund-Sauerland-Express | Dortmund – Fröndenberg – Arnsberg (Westf) – Meschede – Bestwig – Winterberg (Westf) | Óránként Bestwig – Winterberg (Westf): Kétóránként | DB Regio NRW |
| RB 43      | Emschertal-Bahn            | Dorsten – Wanne-Eickel – Herne – Dortmund | Óránként                                           | NordWestBahn |
| RB 50      | Der Lüner                  | Münster (Westf) – Werne a d Lippe – Lünen – Dortmund | Óránként                                           | eurobahn     |
| RB 51      | Westmünsterland-Bahn       | Enschede – Gronau (Westf) – Coesfeld (Westf) – Dülmen – Lünen – Dortmund | Óránként Lünen – Dortmund: félóránként             | Prignitzer   |
| RB 52      | Volmetal-Bahn              | Lüdenscheid – Brügge (Westf) – Schalksmühle – Hagen – Dortmund | Óránként                                           | DB Regio NRW |
| RB 53      | Ardey-Bahn                 | Dortmund – Schwerte (Ruhr) – Iserlohn | Óránként Dortmund – Schwerte (Ruhr): félóránként   | DB Regio NRW |
| RB 59      | Hellweg-Bahn               | Dortmund – Unna – Werl – Soest | Félóránként                                        | eurobahn     |

### S-Bahn
| Viszonylat | Kategória         | Útvonal | Gyakoriság                             | Üzemeltető   |
| ---------- | ----------------- | --- | -------------------------------------- | ------------ |
| S1         | S-Bahn Rhein-Ruhr | Dortmund – Bochum – Essen – Duisburg – Düsseldorf Flughafen – Düsseldorf – Hilden – Solingen                                                                      | húszpercenként                         | DB Regio NRW |
| S2         | S-Bahn Rhein-Ruhr | Dortmund – Castrop-Rauxel – Herne – Wanne-Eickel – Gelsenkirchen – Essen / Essen-Altenessen – Duisburg Egy vonat óránként Herne felől, tovább Recklinghausen felé | húszpercenként                         | DB Regio NRW |
| S5         | S-Bahn Rhein-Ruhr | Dortmund – Witten – Wetter (Ruhr) – Hagen Főleg mint S8-vonal, tovább Wuppertal – Düsseldorf – Mönchengladbach felé                                               | Óránként Dortmund– Witten: félóránként | DB Regio NRW |

## Tömegközlekedés

### Villamos
Az állomást számos villamosvonal érinti:
- Villamos: 41, 45, 47, 49

### Autóbusz
| Északi kijárat              | |
| 412                         | Dortmund Hauptbahnhof – Eving – Schulte Rödding |
| 452                         | Dortmund Hauptbahnhof – Kreuzstraße – Saarlandstraße – Funkenburg – Körne |
| 453                         | Dortmund Hauptbahnhof – Kreuzstraße – Saarlandstraße – Märkische Straße – Schüren |
| 455                         | Dortmund Hauptbahnhof – Nordmarkt – Borsigplatz – Funkenburg – Hörde Bf. |
| 456                         | Dortmund Hauptbahnhof – Nordmarkt – Borsigplatz – Funkenburg – Schüren |
| 475                         | Dortmund Hauptbahnhof – Hafen – Deusen – Mengede |
| Steinwache                  | |
| NE9                         | Dortmund, Reinoldikirche – Dortmund Hauptbahnhof – Hafen – Kirchlinde – Bövinghausen – Lütgendortmund |
| NE11                        | Dortmund, Reinoldikirche – Dortmund Hauptbahnhof – Hafen – Kirchlinde – Castrop-Rauxel Schwerin – Münsterplatz – Habinghorst – Ickern                                                                                    |
| Déli kijárat (városközpont) | |
| Airportexpress              | Dortmund Hauptbahnhof – Dortmundi repülőtér (Speciális ár, nincs VRR) |
| S30                         | Dortmund, Reinoldikirche – Dortmund Hauptbahnhof – Bergkamen |
| 460                         | Dortmund, Kirchlinde – Werkstättentor – Hafen – Dortmund Hauptbahnhof – Reinoldikirche |
| NE7                         | Dortmund, Reinoldikirche – Saarlandstraße – Brünninghausen – Kirchhörde – Weiße Taube – Gablonzstraße – Hombruch – Löttringhausen – Weiße Taube – Brünninghausen – Saarlandstr. – Dortmund Hauptbahnhof – Reinoldikirche |
| NE8                         | Dortmund, Reinoldikirche – Möllerbrücke – Palmweide – Hombruch – Menglinghausen – Eichlinghofen – Universität – Palmweide – Möllerbrücke – Dortmund Hauptbahnhof – Reinoldikirche                                        |
| NE12                        | Dortmund, Reinoldikirche – Dortmund Hauptbahnhof – Dorstfeld – Marten – Westrich – Lütgendortmund |
| NE13                        | Dortmund, Reinoldikirche – Dortmund Hauptbahnhof – Dorstfeld – Huckarde – Jungferntal – Kirchlinde – Bodelschwingh – Mengede                                                                                             |
| NE22                        | Dortmund, Reinoldikirche – Borsigplatz – Hannöversche Straße – Scharnhorst – Kurl – Husen – Lanstrop – Derne – Kirchderne – Eving – Immermannstraße – Dortmund Hauptbahnhof – Reinoldikirche                             |

## Vasútvonalak
- Duisburg–Dortmund-vasútvonal
- Dortmund–Hamm-vasútvonal
- Elberfeld–Dortmund-vasútvonal
- Dortmund–Oberhausen/Duisburg-vasútvonal
- Dortmund–Soest-vasútvonal
- Dortmund–Enschede-vasútvonal
- Dortmund–Iserlohn-vasútvonal